# Puerto Rico az 1984. évi nyári olimpiai játékokon
Puerto Rico az egyesült államokbeli Los Angelesben megrendezett 1984. évi nyári olimpiai játékok egyik részt vevő nemzete volt. Az országot az olimpián 13 sportágban 51 sportoló képviselte, akik összesen 2 érmet szereztek.

## Érmesek
| Érem  | Versenyző          | Sportág   | Versenyszám |
| ----- | ------------------ | --------- | ----------- |
| Ezüst | Luis Ortíz         | Ökölvívás | Könnyűsúly  |
| Bronz | Arístides González | Ökölvívás | Középsúly   |

## Atlétika
Férfi
| Versenyző      | Versenyszám    | Előfutam | Előfutam | Előfutam | Negyeddöntő | Negyeddöntő | Negyeddöntő | Elődöntő | Elődöntő | Elődöntő | Döntő   | Döntő    |
| Versenyző      | Versenyszám    | Idő      | Hely.    | Össz.    | Idő         | Hely.       | Össz.       | Idő      | Hely.    | Össz.    | Idő     | Helyezés |
| -------------- | -------------- | -------- | -------- | -------- | ----------- | ----------- | ----------- | -------- | -------- | -------- | ------- | -------- |
| Luis Morales   | 100 m          | 10,60    | 2.       | 34.*     | 10,35       | 3.          | 7.          | 10,54    | 5.       | 13.      | kiesett | kiesett  |
| Luis Morales   | 200 m          | 21,05    | 2.       | 15.      | 20,82       | 4.          | 14.         | 21,22    | 8.       | 16.      | kiesett | kiesett  |
| Nelson Erazo   | 200 m          | 21,72    | 4.       | 48.**    | kiesett     | kiesett     | kiesett     | kiesett  | kiesett  | kiesett  | kiesett | kiesett  |
| Jorge González | Maraton        |          |          |          |             |             |             |          |          |          | 2:14:00 | 13.      |
| César Mercado  | Maraton        |          |          |          |             |             |             |          |          |          | 2:19:09 | 31.      |
| Claudio Cabán  | Maraton        |          |          |          |             |             |             |          |          |          | 2:27:16 | 53.      |
| Carmelo Ríos   | 3000 m akadály | 8:31,88  | 6.       | 19.      |             |             |             | 8:44,70  | 12.      | 24.      | kiesett | kiesett  |

| Versenyző      | Versenyszám | Selejtező | Selejtező | Döntő    | Döntő    |
| Versenyző      | Versenyszám | Eredmény  | Helyezés  | Eredmény | Helyezés |
| -------------- | ----------- | --------- | --------- | -------- | -------- |
| Edgardo Rivera | Rúdugrás    | 510 cm    | 18.       | kiesett  | kiesett  |

Női
| Versenyző                                                    | Versenyszám     | Előfutam | Előfutam | Előfutam | Elődöntő | Elődöntő | Elődöntő | Döntő   | Döntő    |
| Versenyző                                                    | Versenyszám     | Idő      | Hely.    | Össz.    | Idő      | Hely.    | Össz.    | Idő     | Helyezés |
| ------------------------------------------------------------ | --------------- | -------- | -------- | -------- | -------- | -------- | -------- | ------- | -------- |
| Marie Mathieu                                                | 400 m           | 53,27    | 4.       | 18.      | 53,69    | 7.       | 15.      | kiesett | kiesett  |
| Angelita Lind                                                | 800 m           | 2:01,84  | 4.       | 6.       | 2:03,27  | 6.       | 13.      | kiesett | kiesett  |
| Naydi Nazario                                                | Maraton         |          |          |          |          |          |          | 2:45:49 | 33.      |
| Margaret de Jesús Evelyn Mathieu Marie Mathieu Angelita Lind | 4 × 400 m váltó | 3:37,39  | 5.       | 8.       |          |          |          | kiesett | kiesett  |

| Versenyző         | Versenyszám | Selejtező | Selejtező | Döntő    | Döntő    |
| Versenyző         | Versenyszám | Eredmény  | Helyezés  | Eredmény | Helyezés |
| ----------------- | ----------- | --------- | --------- | -------- | -------- |
| Laura Agront      | Magasugrás  | 180 cm    | 22.       | kiesett  | kiesett  |
| Madeline de Jesús | Távolugrás  | 563 cm    | 21.       | kiesett  | kiesett  |

* - egy másik versenyzővel azonos eredményt ért el

** - két másik versenyzővel azonos eredményt ért el

## Birkózás
Szabadfogású
| Versenyző       | Versenyszám | Vigaszágas kiesés | Vigaszágas kiesés | 5. helyért        | Bronz- mérkőzés                   | Döntő             | Helyezés    |
| Versenyző       | Versenyszám | Ellenfél Eredmény | Hely.             | Ellenfél Eredmény | Ellenfél Eredmény                 | Ellenfél Eredmény | Helyezés    |
| --------------- | ----------- | --- | ----------------- | ----------------- | --------------------------------- | ----------------- | ----------- |
| Orlando Cáceres | 57 kg       | A csoport · Saúl Leslie (PAN) · 14–4 · Simon N'Kondag (CMR) · kétvállas · Tomijama Hideaki (JPN) · 3–11 · Brian Aspen (GBR) · feladta (sérülés) · Döntő · Rohtas Singh (IND) · 12–4 · Tomijama Hideaki (JPN) · 3–11 | 2.                |                   | Kim Igon (Kim Ui-Gon) (KOR) · 4–7 |                   | 4.          |
| Carmelo Flores  | 62 kg       | A csoport · Pascal Segning (CMR) · kétvállas · Akaisi Kószei (JPN) · kétvállas · Selman Kaygusuz (TUR) · 0–13 | 6.                | kiesett           | kiesett                           | kiesett           | helyezetlen |
| José Betancourt | 68 kg       | B csoport · Boris Goldstein (ARG) · kétvállas · Kamimura Maszakazu (JPN) · passzivitás · Fevzi Şeker (TUR) · 0–12                                                                                                   | 7.                | kiesett           | kiesett                           | kiesett           | helyezetlen |

## Cselgáncs
| Versenyző    | Versenyszám | Csoport | Selejtező                   | 32-es főtábla              | Nyolcaddöntő                   | Negyeddöntő              | Elődöntő          | Vigaszág nyolcaddöntő | Vigaszág negyeddöntő | Vigaszág elődöntő | Bronz- mérkőzés   | Döntő             | Helyezés |
| Versenyző    | Versenyszám | Csoport | Ellenfél Eredmény           | Ellenfél Eredmény          | Ellenfél Eredmény              | Ellenfél Eredmény        | Ellenfél Eredmény | Ellenfél Eredmény     | Ellenfél Eredmény    | Ellenfél Eredmény | Ellenfél Eredmény | Ellenfél Eredmény | Helyezés |
| ------------ | ----------- | ------- | --------------------------- | -------------------------- | ------------------------------ | ------------------------ | ----------------- | --------------------- | -------------------- | ----------------- | ----------------- | ----------------- | -------- |
| Jorge Bonnet | Váltósúly   | B       | Massimo Marcelli (ITA) · GY | Christophe Wogo (CGO) · GY | Jules-Albert Ndemba (CMR) · GY | Mircea Frăţică (ROU) · V | kiesett           |                       |                      |                   |                   |                   | 12.      |
| José Fuentes | Középsúly   | B       |                             | Hamza Doublali (MAR) · V   | kiesett                        | kiesett                  | kiesett           |                       |                      |                   |                   |                   | 18.      |

## Evezés
Férfi
| Versenyző  | Versenyszám  | Előfutam | Előfutam | Vigaszág | Vigaszág | Elődöntő | Elődöntő | Döntő | Döntő   | Döntő | Helyezés |
| Versenyző  | Versenyszám  | Idő      | Hely.    | Idő      | Hely.    | Idő      | Hely.    | Típus | Idő     | Hely. | Helyezés |
| ---------- | ------------ | -------- | -------- | -------- | -------- | -------- | -------- | ----- | ------- | ----- | -------- |
| Juan Félix | Egypárevezős | 7:42,96  | 6.       | 7:26,85  | 3.       | 7:34,70  | 5.       | B     | 7:36,38 | 4.    | 10.      |

## Íjászat
| Versenyző     | Versenyszám  | 1. forduló | 1. forduló | 2. forduló | 2. forduló | Összesítés | Összesítés |
| Versenyző     | Versenyszám  | Pont       | Hely.      | Pont       | Hely.      | Pont       | Helyezés   |
| ------------- | ------------ | ---------- | ---------- | ---------- | ---------- | ---------- | ---------- |
| Ismael Rivera | Férfi egyéni | 1042       | 58.        | 1047       | 58.        | 2089       | 58.        |

## Kerékpározás

### Országúti kerékpározás
Férfi
| Versenyző    | Versenyszám   | Idő           | Helyezés      |
| ------------ | ------------- | ------------- | ------------- |
| Ramón Rivera | Mezőnyverseny | nem ért célba | nem ért célba |

## Lovaglás
Díjlovaglás
| Versenyző       | Ló    | Versenyszám | Selejtező | Selejtező | Döntő   | Döntő    |
| Versenyző       | Ló    | Versenyszám | Pont      | Hely.     | Pont    | Helyezés |
| --------------- | ----- | ----------- | --------- | --------- | ------- | -------- |
| Libby Hernández | Rocco | Egyéni      | 1305      | 37.       | kiesett | kiesett  |

Lovastusa
| Versenyző    | Ló        | Versenyszám | Díjlovaglás | Díjlovaglás | Tereplovaglás | Tereplovaglás | Díjugratás | Díjugratás | Végeredmény | Végeredmény |
| Versenyző    | Ló        | Versenyszám | Bünt.       | Hely.       | Bünt.         | Hely.         | Bünt.      | Hely.      | Bünt.       | Helyezés    |
| ------------ | --------- | ----------- | ----------- | ----------- | ------------- | ------------- | ---------- | ---------- | ----------- | ----------- |
| Mark Watring | Fair Besa | Egyéni      | 88,00       | 48.         | nem ért célba | nem ért célba | kiesett    | kiesett    | kiesett     | kiesett     |

## Ökölvívás
| Versenyző          | Versenyszám     | Selejtező                   | 32-es főtábla                | Nyolcaddöntő                 | Negyeddöntő                       | Elődöntő                                 | Döntő                            | Helyezés |
| Versenyző          | Versenyszám     | Ellenfél Eredmény           | Ellenfél Eredmény            | Ellenfél Eredmény            | Ellenfél Eredmény                 | Ellenfél Eredmény                        | Ellenfél Eredmény                | Helyezés |
| ------------------ | --------------- | --------------------------- | ---------------------------- | ---------------------------- | --------------------------------- | ---------------------------------------- | -------------------------------- | -------- |
| Rafael Ramos       | Papírsúly       |                             | erőnyerő                     | Jesús Beltre (DOM) · 4:1     | Salvatore Todisco (ITA) · 0:5     | kiesett                                  | kiesett                          | 5.       |
| José Rodríguez     | Légsúly         |                             | Lutuma Diabateza (COD) · 5:0 | Laureano Ramírez (DOM) · 0:5 | kiesett                           | kiesett                                  | kiesett                          | 9.       |
| John John Molina   | Harmatsúly      | erőnyerő                    | Jarmo Eskelinen (FIN) · 5:0  | Pedro Nolasco (DOM) · 2:3    | kiesett                           | kiesett                                  | kiesett                          | 9.       |
| Orlando Fernández  | Pehelysúly      | erőnyerő                    | Rafael Zuñiga (COL) · RSC    | kiesett                      | kiesett                           | kiesett                                  | kiesett                          | 17.      |
| Luis Ortíz         | Könnyűsúly      | erőnyerő                    | Buala Sakul (THA) · KO       | Alex Dickson (GBR) · KO      | José Antonio Hernándo (ESP) · 5:0 | Martin N'Dongo Ebanga (CMR) · 3:2        | Pernell Whitaker (USA) · feladta |          |
| Jorge Maysonet     | Kisváltósúly    | Muenge Kafuanka (COD) · RSC | Apelu Ioane (WSM) · 5:0      | Charles Nwokolo (NGR) · 3:2  | Dhawee Umponmaha (THA) · 0:5      | kiesett                                  | kiesett                          | 5.       |
| Carlos Reyes       | Váltósúly       | erőnyerő                    | Mark Breland (USA) · RSC     | kiesett                      | kiesett                           | kiesett                                  | kiesett                          | 17.      |
| Víctor Claudio     | Nagyváltósúly   | erőnyerő                    | Israel Cole (SLE) · RSC      | kiesett                      | kiesett                           | kiesett                                  | kiesett                          | 17.      |
| Arístides González | Középsúly       |                             | Otosico Havili (TGA) · 4:1   | Paulo Tuvale (WSM) · 5:0     | Pedro van Raamsdonk (NED) · 4:1   | Sin Dzsunszop (Sin Jun-Seop) (KOR) · 1:4 | kiesett                          |          |
| Arcadio Fuentes    | Félnehézsúly    |                             | Christer Corpi (SWE) · KO    | kiesett                      | kiesett                           | kiesett                                  | kiesett                          | 17.      |
| Isaac Barrientos   | Szupernehézsúly |                             |                              | Tyrell Biggs (USA) · 0:5     | kiesett                           | kiesett                                  | kiesett                          | 9.       |

RSC – a mérkőzésvezető megállította a mérkőzést

## Sportlövészet
Férfi
| Versenyző      | Versenyszám       | Pont | Helyezés |
| -------------- | ----------------- | ---- | -------- |
| Manuel Hawayek | Sportpuska, fekvő | 589  | 25.      |

Nyílt
| Versenyző     | Versenyszám | Pont | Helyezés |
| ------------- | ----------- | ---- | -------- |
| José Artecona | Trap        | 176  | 35.      |

## Súlyemelés
| Versenyző      | Versenyszám | Szakítás | Szakítás | Lökés    | Lökés    | Összesen | Helyezés |
| Versenyző      | Versenyszám | Eredmény | Helyezés | Eredmény | Helyezés | Összesen | Helyezés |
| -------------- | ----------- | -------- | -------- | -------- | -------- | -------- | -------- |
| William Letriz | 75 kg       | 130,0    | 16.      | 152,5    | 17.      | 282,5    | 17.      |

## Úszás
Férfi
| Versenyző                                                        | Versenyszám          | Előfutam | Előfutam | Előfutam | Döntő   | Döntő   | Döntő   | Helyezés |
| Versenyző                                                        | Versenyszám          | Idő      | Hely.    | Össz.    | Típus   | Idő     | Hely.   | Helyezés |
| ---------------------------------------------------------------- | -------------------- | -------- | -------- | -------- | ------- | ------- | ------- | -------- |
| Tony Portela                                                     | 100 m gyors          | 52,47    | 4.       | 27.      | kiesett | kiesett | kiesett | kiesett  |
| Fernando Cañales                                                 | 100 m gyors          | 51,75    | 2.       | 19.      | kiesett | kiesett | kiesett | kiesett  |
| Fernando Cañales                                                 | 200 m gyors          | 1:56,60  | 6.       | 37.      | kiesett | kiesett | kiesett | kiesett  |
| Filiberto Colon                                                  | 100 m pillangó       | 56,66    | 5.       | 29.      | kiesett | kiesett | kiesett | kiesett  |
| Filiberto Colon                                                  | 200 m pillangó       | 2:01,80  | 4.       | 15.      | B       | 2:01,27 | 4.      | 12.      |
| Fernando Cañales Miguel Figueroa Tony Portela Rafael Gandarillas | 4 × 100 m gyorsváltó | 3:30,66  | 6.       | 14.      | kiesett | kiesett | kiesett | kiesett  |

## Vitorlázás
Férfi
| Versenyző     | Versenyszám     | Futam | Futam | Futam | Futam    | Futam | Futam | Futam | Pontszám | Helyezés |
| Versenyző     | Versenyszám     | 1     | 2     | 3     | 4        | 5     | 6     | 7     | Pontszám | Helyezés |
| ------------- | --------------- | ----- | ----- | ----- | -------- | ----- | ----- | ----- | -------- | -------- |
| Manuel Dalmau | Szörfvitorlázás | 25,0  | 8,0   | 23,8* | (45,0**) | 29,0  | 30,0  | 27,0  | 142,8    | 20.      |

* - bírók által adott pontszám

* - kizárták
Nyílt
| Versenyző                              | Versenyszám | Futam  | Futam  | Futam | Futam | Futam | Futam | Futam | Pontszám | Helyezés |
| Versenyző                              | Versenyszám | 1      | 2      | 3     | 4     | 5     | 6     | 7     | Pontszám | Helyezés |
| -------------------------------------- | ----------- | ------ | ------ | ----- | ----- | ----- | ----- | ----- | -------- | -------- |
| Enrique Díaz Juan Torruella, Jr.       | Tornádó     | 22,0   | (29,0) | 23,0  | 25,0  | 20,0  | 22,0  | 25,0  | 155,0    | 18.      |
| Eric Tulla Jerry Pignolet Ronnie Ramos | Soling      | (29,0) | 25,0   | 25,0  | 27,0  | 26,0  | 20,0  | 22,0  | 145,0    | 19.      |

## Vívás
Férfi
| Versenyző     | Versenyszám       | Selejtező | Selejtező | Selejtező | Selejtező | Selejtező         | Selejtező | Főtábla           | Főtábla           | Vigaszág          | Vigaszág          | Negyeddöntő       | Elődöntő          | Döntő             | Helyezés |
| Versenyző     | Versenyszám       | 1. kör | 1. kör    | 2. kör | 2. kör    | 3. kör            | 3. kör    | 1. kör            | 2. kör            | 1. kör            | 2. kör            | Negyeddöntő       | Elődöntő          | Döntő             | Helyezés |
| Versenyző     | Versenyszám       | Ellenfél Eredmény | Hely.     | Ellenfél Eredmény | Hely.     | Ellenfél Eredmény | Hely.     | Ellenfél Eredmény | Ellenfél Eredmény | Ellenfél Eredmény | Ellenfél Eredmény | Ellenfél Eredmény | Ellenfél Eredmény | Ellenfél Eredmény | Helyezés |
| ------------- | ----------------- | --- | --------- | --- | --------- | ----------------- | --------- | ----------------- | ----------------- | ----------------- | ----------------- | ----------------- | ----------------- | ----------------- | -------- |
| Edgardo Díaz  | Tőr, egyéni       | 5. csoport · James Kreglo (ISV) · 5–2 · Ahmed Al-Ahmed (KUW) · 5–4 · Joachim Wendt (AUT) · 2–5 · José Rafael Magallanes (VEN) · 4–5 · Matthias Gey (FRG) · 0–5 · | 4.        | 4. csoport · Pascal Jolyot (FRA) · 1–5 · Shlomo Eyal (ISR) · 0–5 · Csu Si-seng (Chu Shisheng) (CHN) · 3–5 · Andrea Borella (ITA) · 3–5                               | 5.        | kiesett           | kiesett   | kiesett           | kiesett           | kiesett           | kiesett           | kiesett           | kiesett           | kiesett           | 39.      |
| Gilberto Peña | Párbajtőr, egyéni | 5. csoport · James Kerr (ISV) · 5–3 · Philippe Boisse (FRA) · 0–5 · I Ilhi (Lee Il-Hui) (KOR) · 3–5 · Michel Poffet (SUI) · 2–5                                  | 4.        | 1. csoport · Ali Murat Dizioğlu (TUR) · 1–5 · Jean-Marc Chouinard (CAN) · 2–5 · Angelo Mazzoni (ITA) · 2–5 · Stephen Trevor (USA) · 2–5 · Volker Fischer (FRG) · 1–5 | 6.        | kiesett           | kiesett   | kiesett           | kiesett           | kiesett           | kiesett           | kiesett           | kiesett           | kiesett           | 48.      |